# Atherinomorus regina
Atherinomorus regina är en fiskart som först beskrevs av Seale, 1910.  Atherinomorus regina ingår i släktet Atherinomorus och familjen silversidefiskar. Inga underarter finns listade.